# Mukwa, Wisconsin
Mukwa là một thị trấn thuộc quận Waupaca, tiểu bang Wisconsin, Hoa Kỳ. Năm 2010, dân số của thị trấn này là 2.892 người.